# Volkswagen Amarok
Фольксваген Амарок (нім. Volkswagen Amarok) — середньорозмірний пікап, що виробляється компанією Volkswagen з 2010 року. Вперше концепт-кар автомобіля з'явився під назвою Volkswagen Pickup Concept на Франкфуртському автосалоні у 2008 році. Нині автомобіль представлений на ринку в 4-дверному і 2-дверному варіантах, остання версія з'явилася на ринку у 2011 році.

## Перше покоління (з 2010)

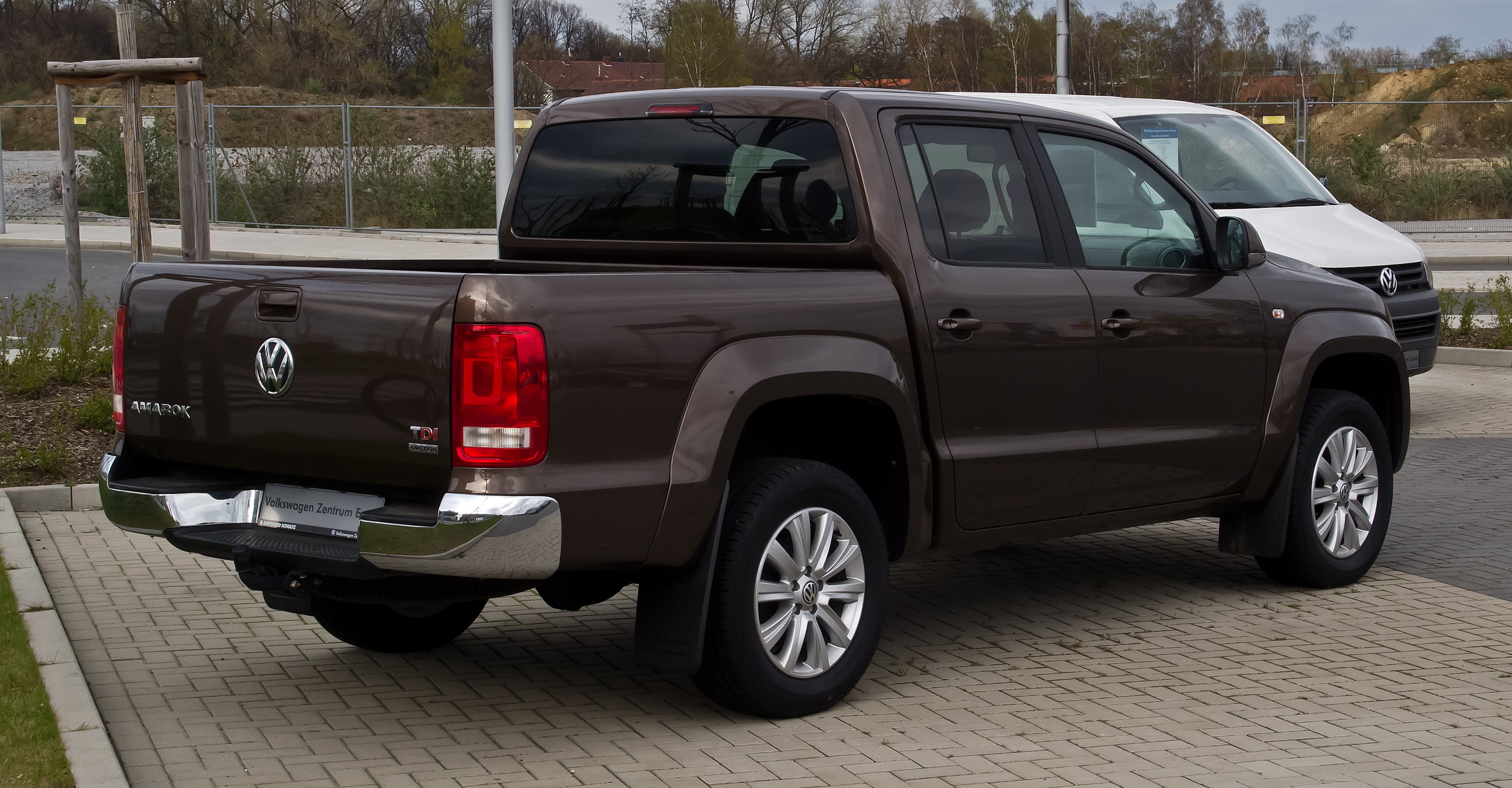
Volkswagen Amarok 4дв.

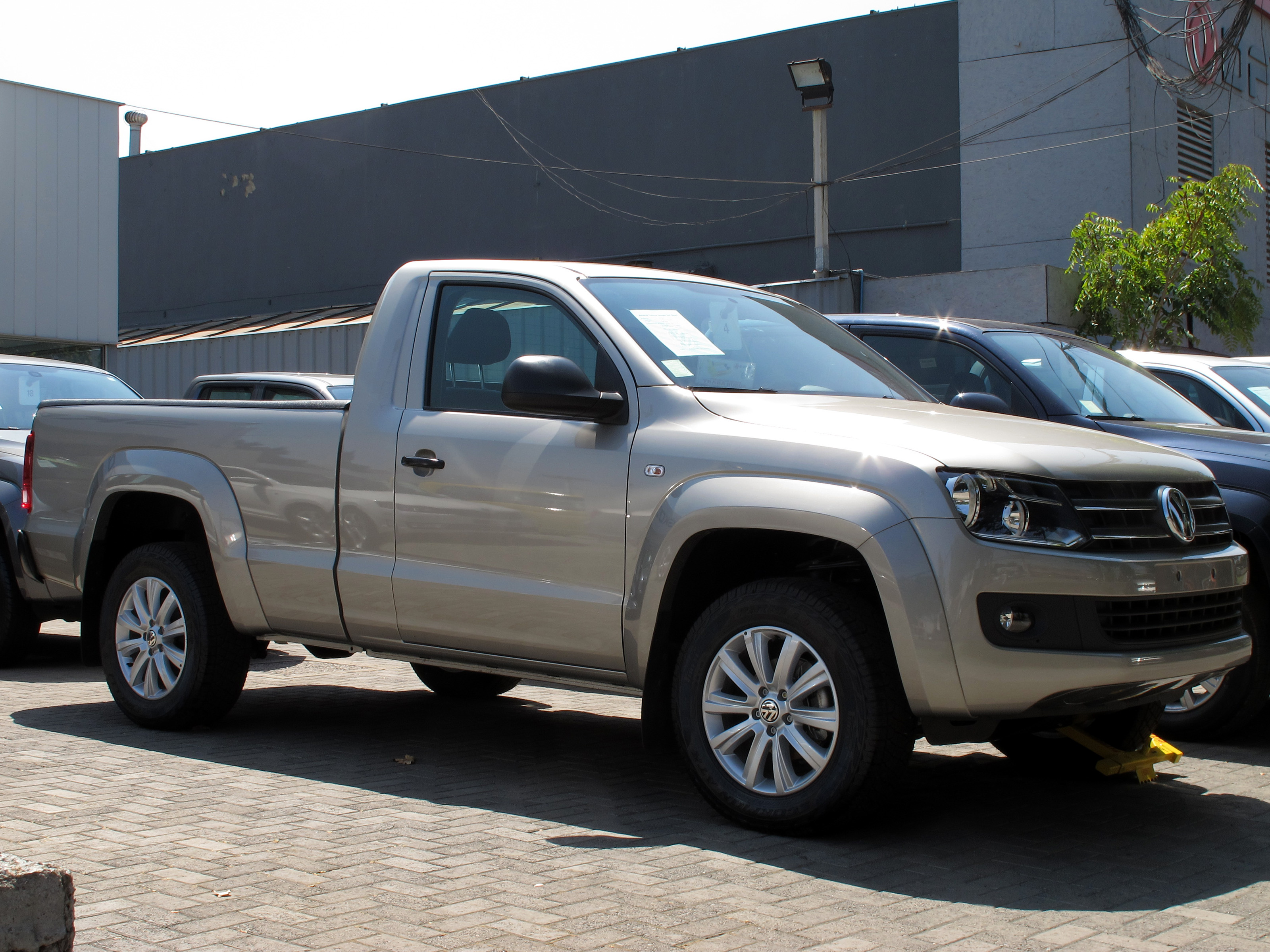
Volkswagen Amarok 2дв.

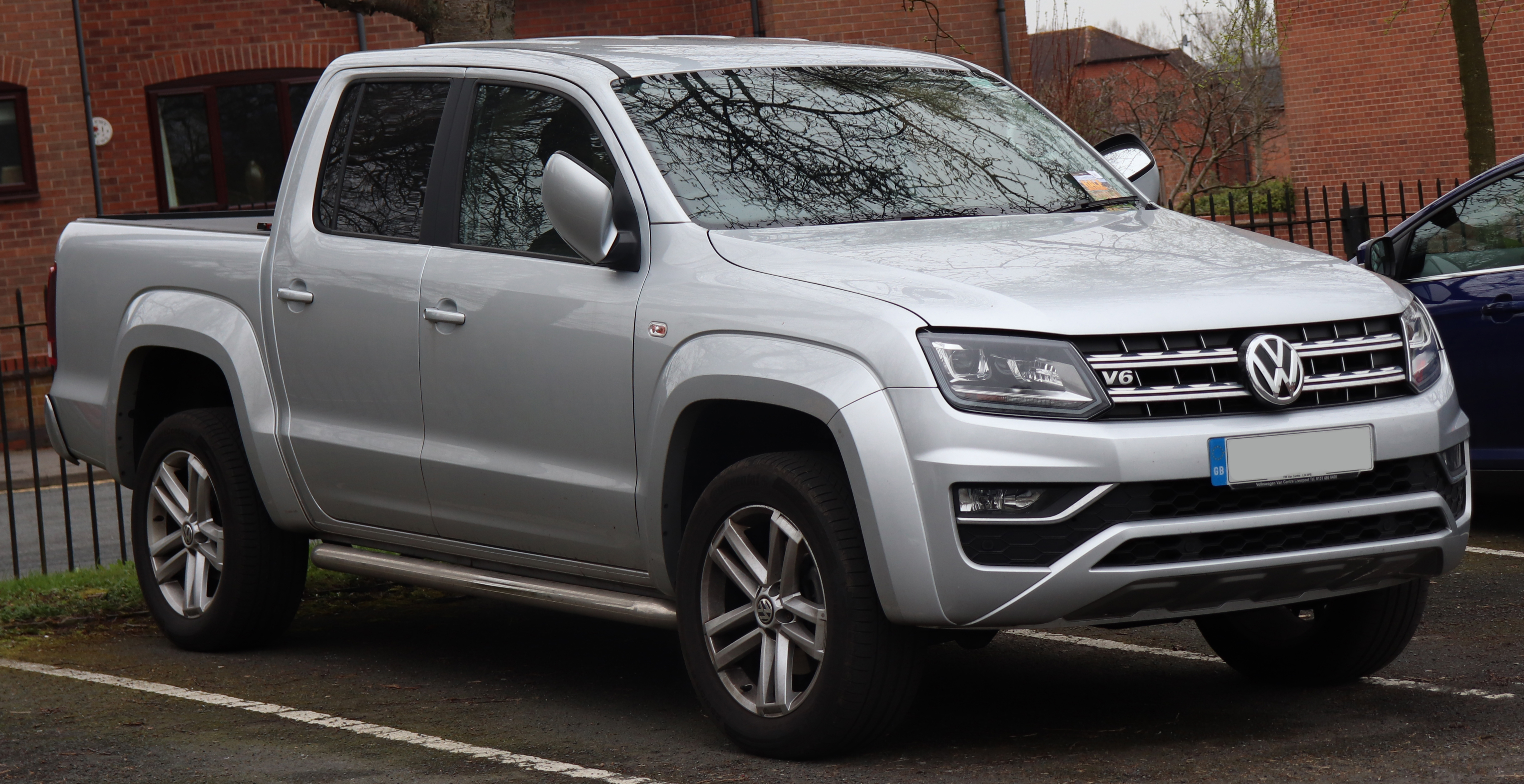
Volkswagen Amarok (2016-2024)

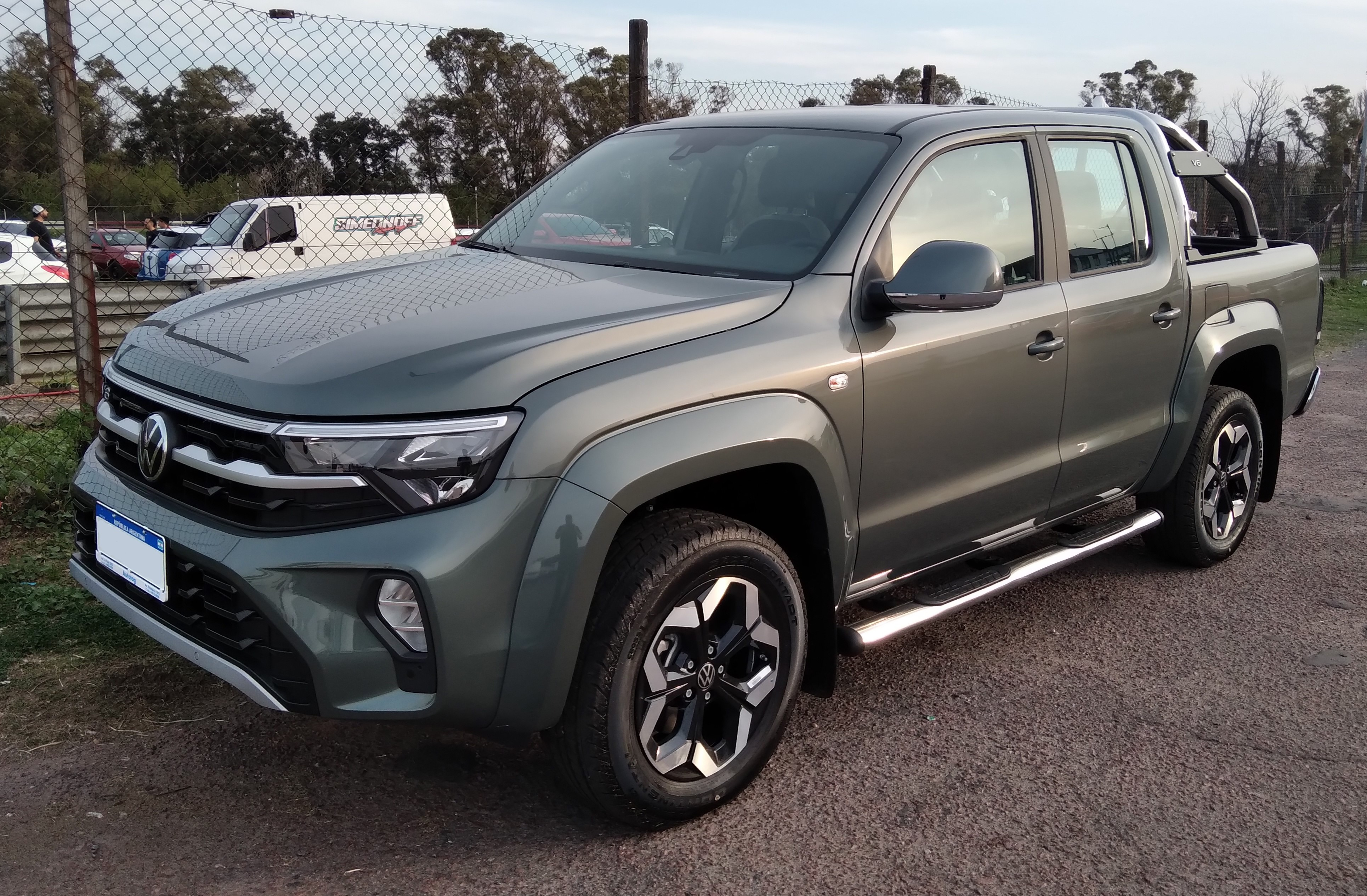
Volkswagen Amarok (з 2024)

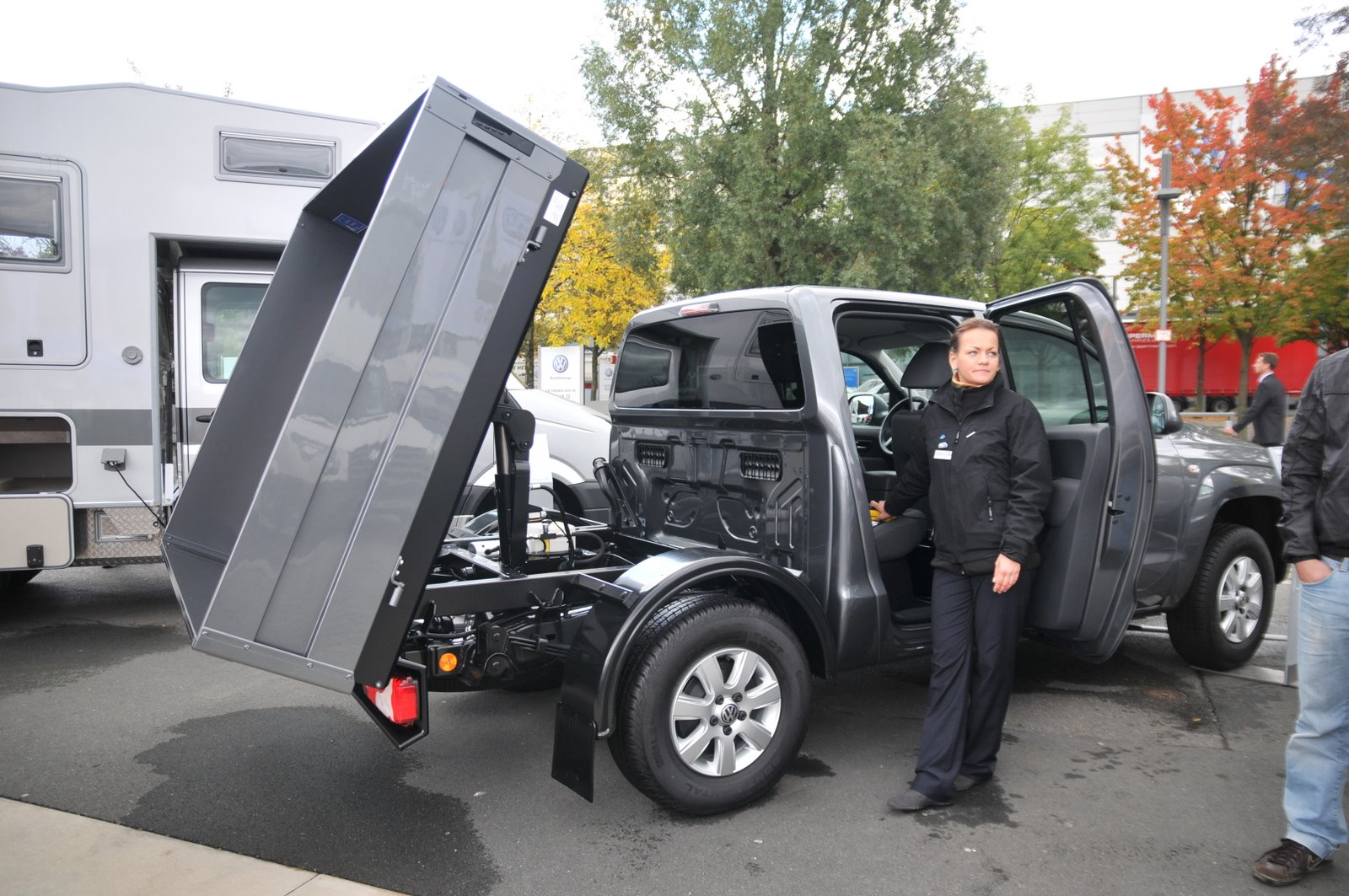
самоскид Volkswagen Amarok

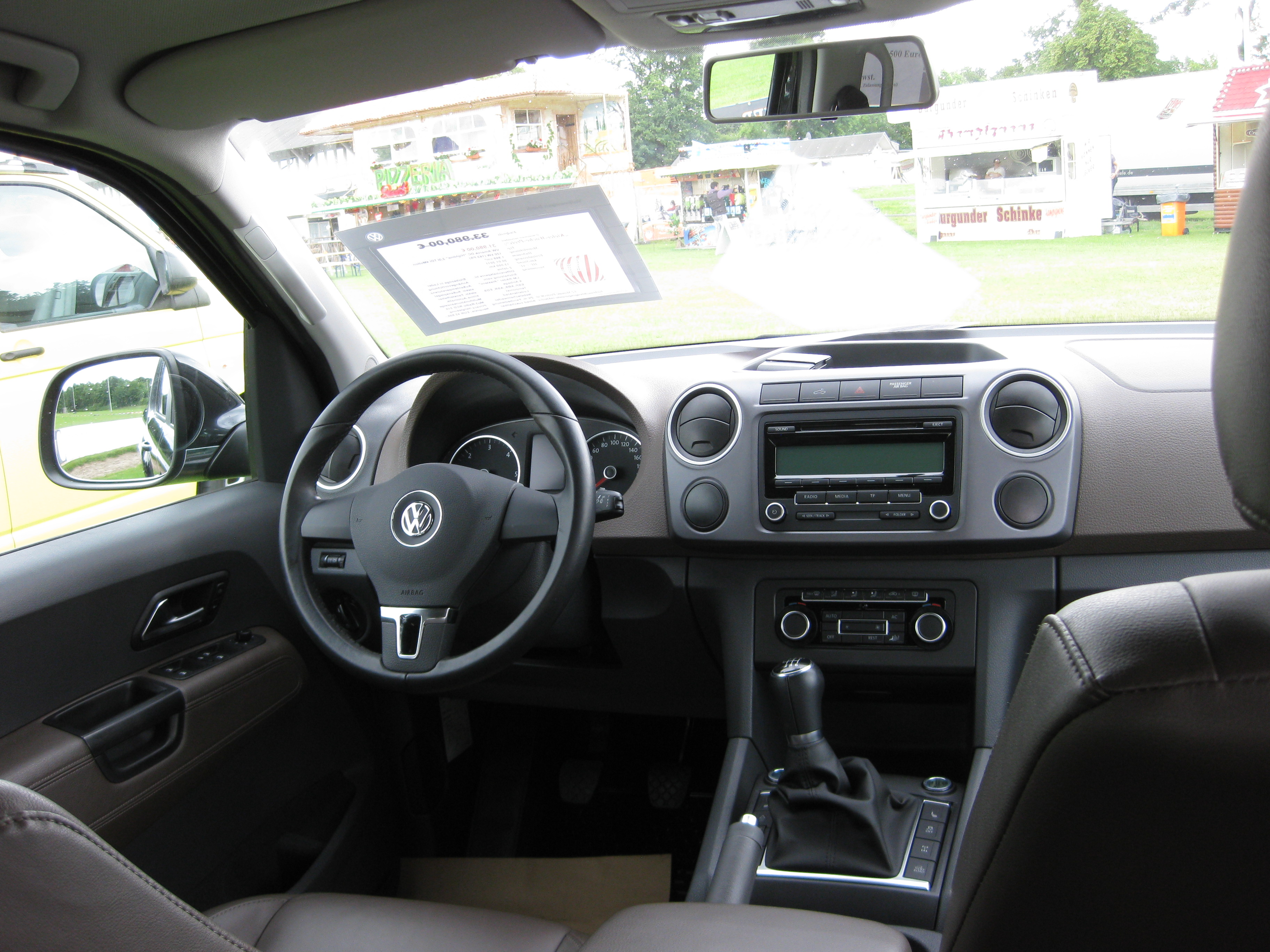
Салон Volkswagen Amarok

У 2005 році Volkswagen оголосив про свій намір побудувати надійний пікап.
У 2007 році популярний автомобільний сайт WorldCarFans.com публікує перші фотографії.
У березні 2008 року, знаменитий автомобільний шпигун фотограф Ханс Леманн захоплює перше зображення. 
У вересні 2008 року комерційний сектор концерну Volkswagen створює пікап концепткар для пошуку і порятунку (SAR), який показував би повний дизайн майбутнього автомобіля. 
Amarok був ключовим транспортним засобом підтримки в 2010 році на ралі Дакар, там було представлено 45 автотранспортних засобів. 
У листопаді 2010 року за результатами краш-тесту Amarok отримав 4 зірки за безпеку.

### Вибір імені
Ім'я Amarok перекладається з мови інуїтів як кровожерний вовк, який на відміну від інших вовків завжди полює один.

### Рестайлінг 2016
В ході оновлень 2016 року компанія Volkswagen повністю змінила дизайн кузова Амарок, надавши йому більш сучасний і в той же час класичний зовнішній вигляд. У передній частині кузова додане хромоване оздоблення решітки радіатора. Бампери були опущені трохи нижче і тепер виглядають набагато більш спортивними.Також, була збільшена ширина крил. З боків радіаторної решітки розміщені біксенонові фари зі стрічкою світлодіодів денного світла. А ось дизайн і пристрій задніх фар залишилися без змін. Двері розкриваються дуже широко для зручності доступу у кабіну.
Фольксваген Amarok оснащений антиблокувальною системою з 16 - дюймовими передніми і 14-дюймовими задніми гальмівними дисками.
Салон пікапа виконаний з використанням більш якісних матеріалів, ніж в попередніх моделях, і оснащений сучасними технологіями (наприклад, інформаційно - розважальною системою з великим сенсорним екраном і функцією управління голосом).
У базовій комплектації представлений повний набір необхідних приладів і функцій, серед яких: кондиціонер з підтримкою заданої температури, багатофункціональний дисплей бортового комп'ютера, функція Bluetooth - з'єднання, читання SD - карт, USB - роз'єм, додаткові гнізда і 12 - вольтова розетка на центральній консолі.
Авто оснащене 6,33-дюймовим дисплеєм мультимедійної системи. Головний пристрій дозволяє підключити мобільні телефони через бездротові протоколи Apple CarPlay і Android Auto, а при необхідності скористатися Інтернетом.
Камера заднього виду має цікавий кут огляду, який зверху обмежений заднім бортом, а знизу — підніжкою і фаркопом. Але, незважаючи на вузький кут огляду, картинка передає всі перешкоди і в поєднанні з датчиками парковки полегшують маневрування таким великим автомобілем.

### Двигуни

#### Бензиновий
| Двигун  | Виробник   | Робочий об'єм см³ | Потужність к.с. (кВт) при об/хв | Крутний момент Нм при об/хв | Розміщення і кількість циліндрів | ГРМ/ кількість клапанів |
| ------- | ---------- | ----------------- | ------------------------------- | --------------------------- | -------------------------------- | ----------------------- |
| 2,0 TSI | Volkswagen | 1984              | 160 (118)/3750                  | 300/1600                    | Р4                               | DOHC/16                 |

#### Дизельні
| Двигун  | Виробник   | Робочий об'єм см³ | Потужність к.с. (кВт) при об/хв | Крутний момент Нм при об/хв | Розміщення і кількість циліндрів | ГРМ/ кількість клапанів |
| ------- | ---------- | ----------------- | ------------------------------- | --------------------------- | -------------------------------- | ----------------------- |
| 2,0 TDI | Volkswagen | 1968              | 122 (90)/3750                   | 340/1750                    | Р4                               | DOHC/16                 |
| 2,0 TDI | Volkswagen | 1968              | 163 (120)/4000                  | 400/1500                    | Р4                               | DOHC/16                 |
| 2,0 TDI | Volkswagen | 1968              | 180 (132)/4000                  | 400/1500                    | Р4                               | DOHC/16                 |
| 3,0 TDI | Volkswagen | 2967              | 163 (120)/                      | /                           | V6                               | DOHC/24                 |
| 3,0 TDI | Volkswagen | 2967              | 204 (150)/3000-4500             | 500/1250-2750               | V6                               | DOHC/24                 |
| 3,0 TDI | Volkswagen | 2967              | 224 (165)/3000-4500             | 550/1400-2750               | V6                               | DOHC/24                 |
| 3,0 TDI | Volkswagen | 2967              | 258 (189)/3000-4500             | 580/1400-2750               | V6                               | DOHC/24                 |

## Друге покоління (з 2022)

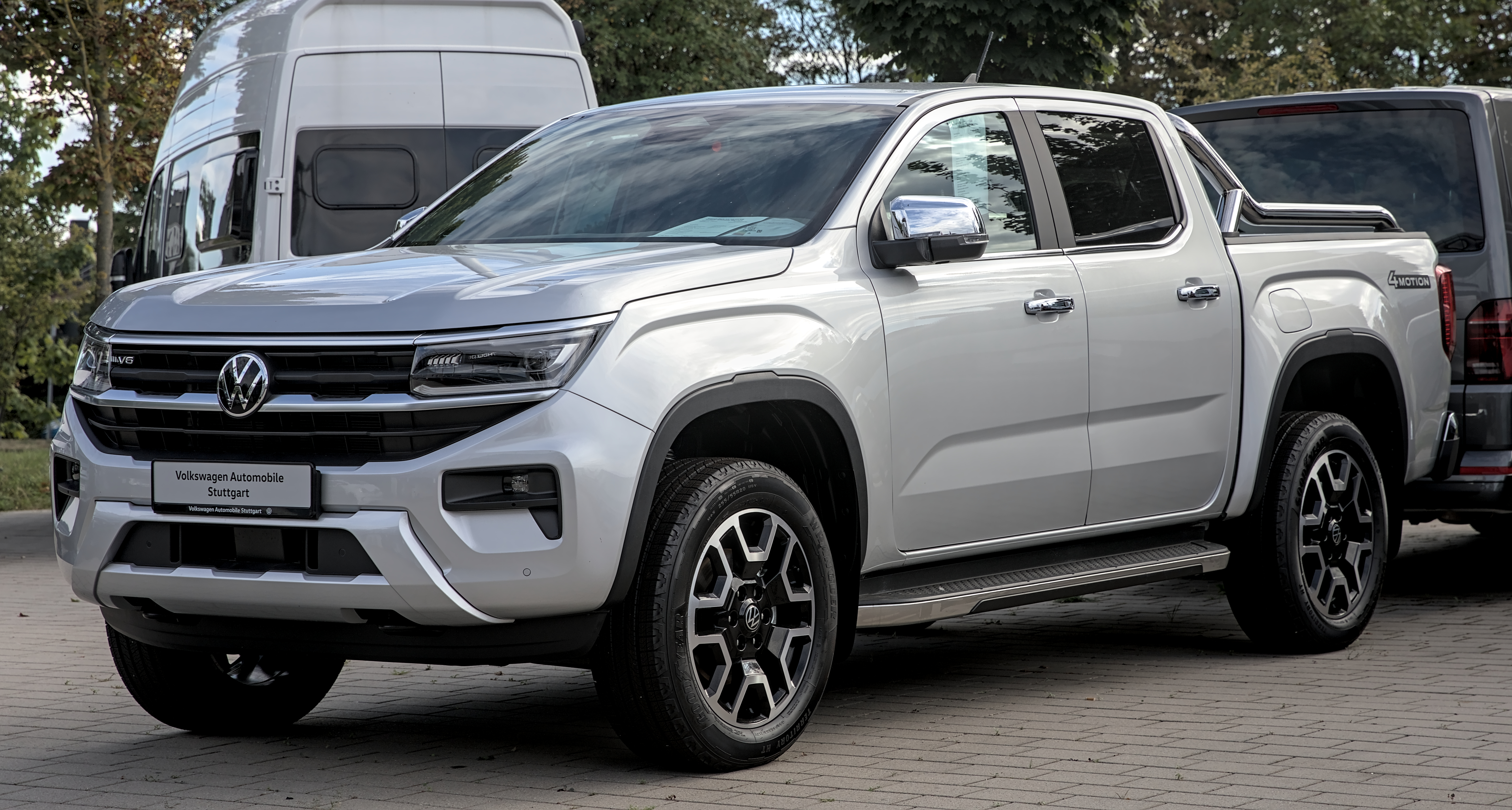
Volkswagen Amarok ІІ

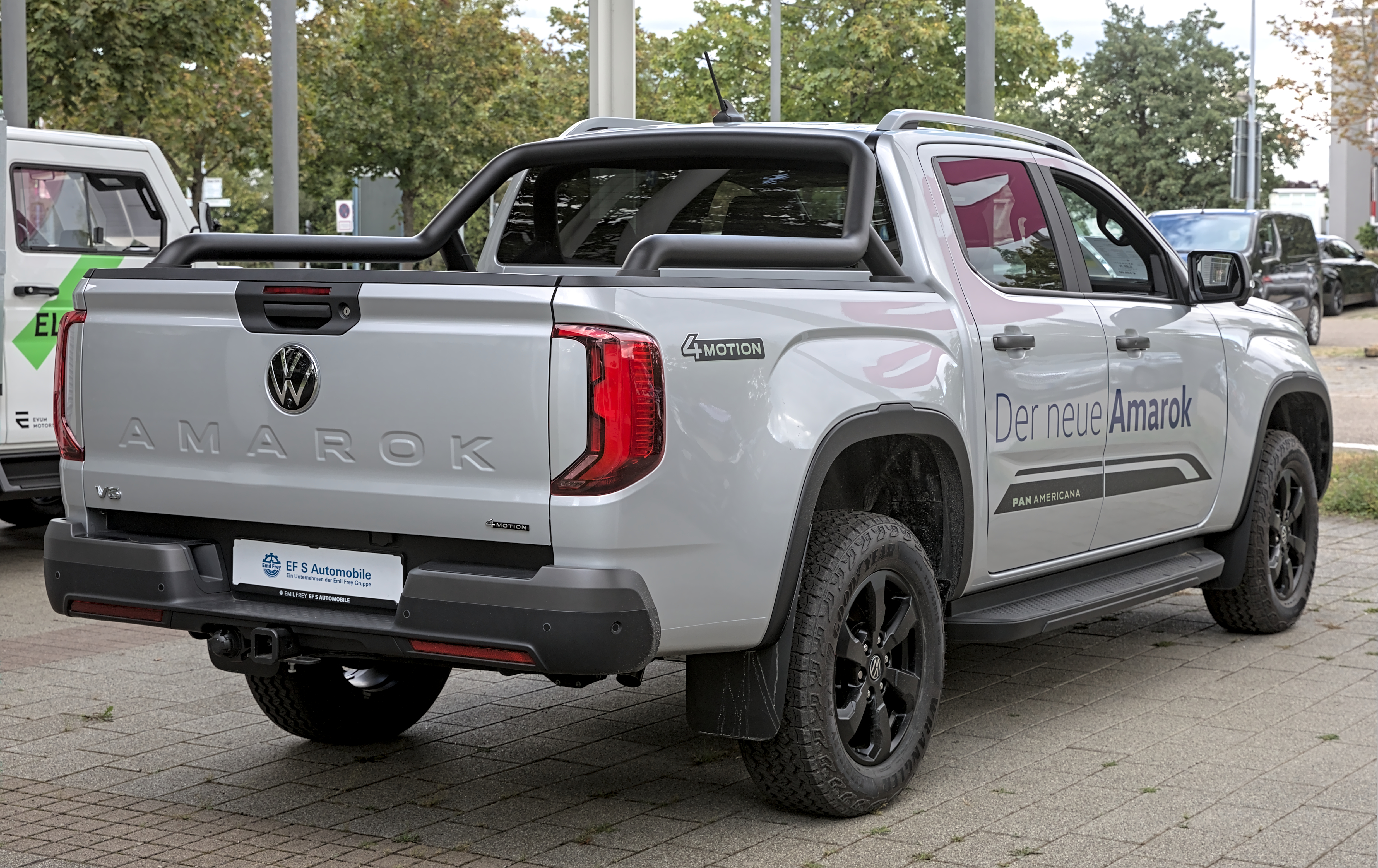
Volkswagen Amarok ІІ

Друге покоління Amarok було випущено 7 липня 2022 року. Розроблений і задуманий у Німеччині та Австралії, він буде виготовлятись компанією Ford на південноафриканському складальному заводі в Сільвертоні на платформі нового Ford Ranger у рамках глобальної угоди про співпрацю Ford-VW у 2019 році.

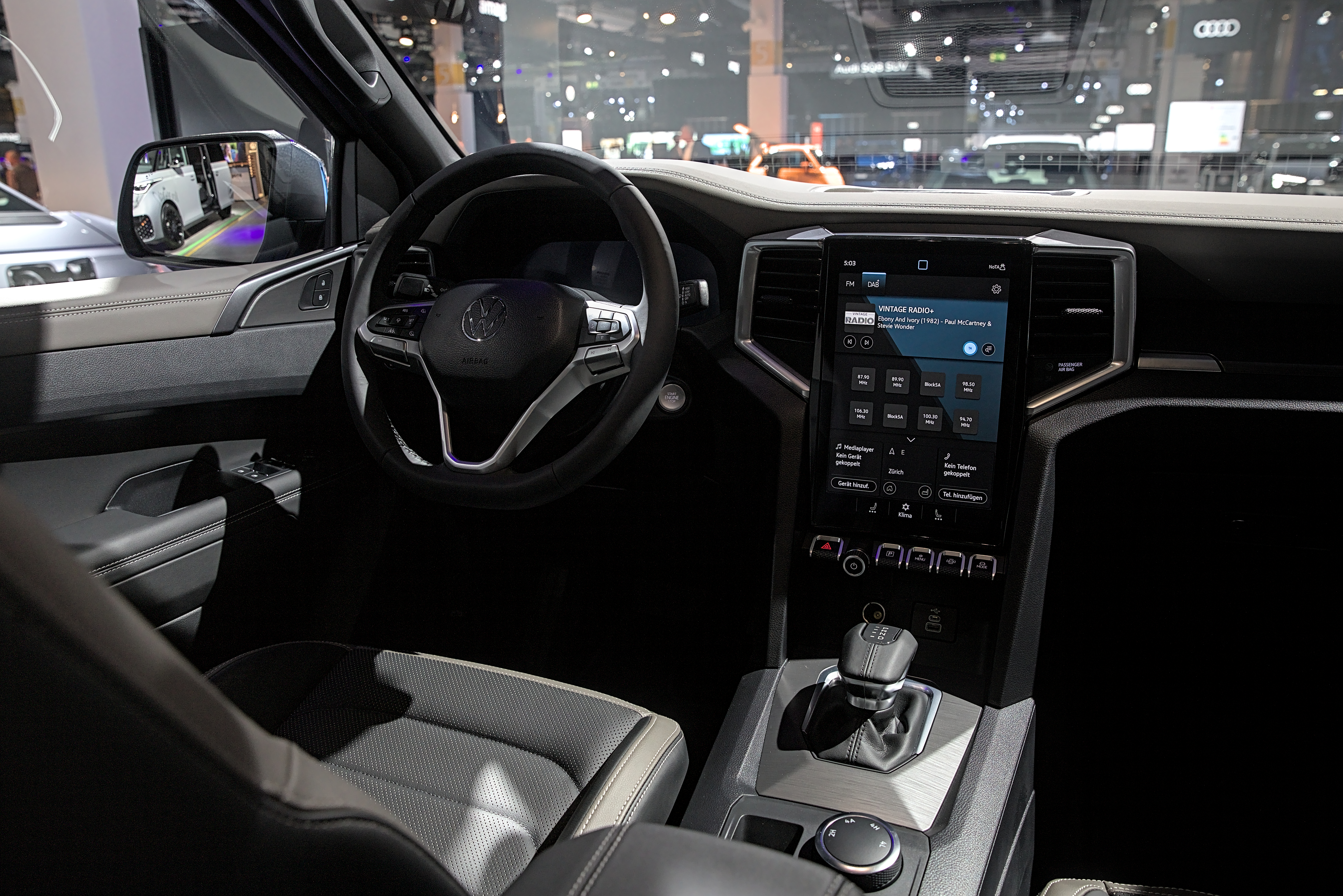

### Двигуни
- 2.3 L TSI I4 turbo
- 2.0 L TDI I4 turbo
- 2.0 L TDI I4 twin-turbo
- 3.0 L TDI V6 turbo

## Виробництво
| рік  | авто  |
| ---- | ----- |
| 2008 | 193   |
| 2009 | 44525 |
| 2010 | 76965 |
| 2011 | 78633 |
| 2012 | 91739 |
| 2013 | 69695 |
| 2014 | 81019 |
| 2015 | 63367 |
| 2016 | 80328 |
| 2017 | 88950 |
| 2018 | 68010 |